# Tachina expetita
Tachina expetita är en tvåvingeart som först beskrevs av Walker 1853.  Tachina expetita ingår i släktet Tachina och familjen gråsuggeflugor. Inga underarter finns listade i Catalogue of Life.